# 이순신대로 (부산)
이순신대로(Isunsin-daero, 李舜臣大路)는 부산광역시 중구 중앙동 연안부두삼거리와 동구 초량동 부산항국제여객터미널을 잇는 부산광역시의 도로이다. 차로수는 왕복 4차로에서 왕복 6차로이다.

## 역사
- 2023년 5월 17일 : 부산항 북항 1단계 재개발 사업으로 부산 중구와 동구에 걸쳐 생긴 2.5㎞ 도로 명칭을 이순신대로로 정해 고시.

## 주요 경유지
부산광역시
- 중구 중앙동 - 동구 초량동

## 노선
- 연안부두삼거리 ↔ 북항재개발 ↔ 부산항국제여객터미널